# Фунты лиха в Париже и Лондоне
«Фунты лиха в Париже и Лондоне» (англ. Down and Out in Paris and London) — автобиографическая повесть Джорджа Оруэлла, изданная в 1933 году. Это первое крупное произведение Оруэлла и первое произведение, подписанное этим псевдонимом.
Повесть, основанная на реальных событиях в жизни автора, состоит из двух частей. В первой части описывается жизнь бедняка в Париже, где он перебивался случайными заработками, главным образом работая мойщиком посуды в ресторанах. Во второй части описывается бездомная жизнь в Лондоне и его окрестностях.

## История создания

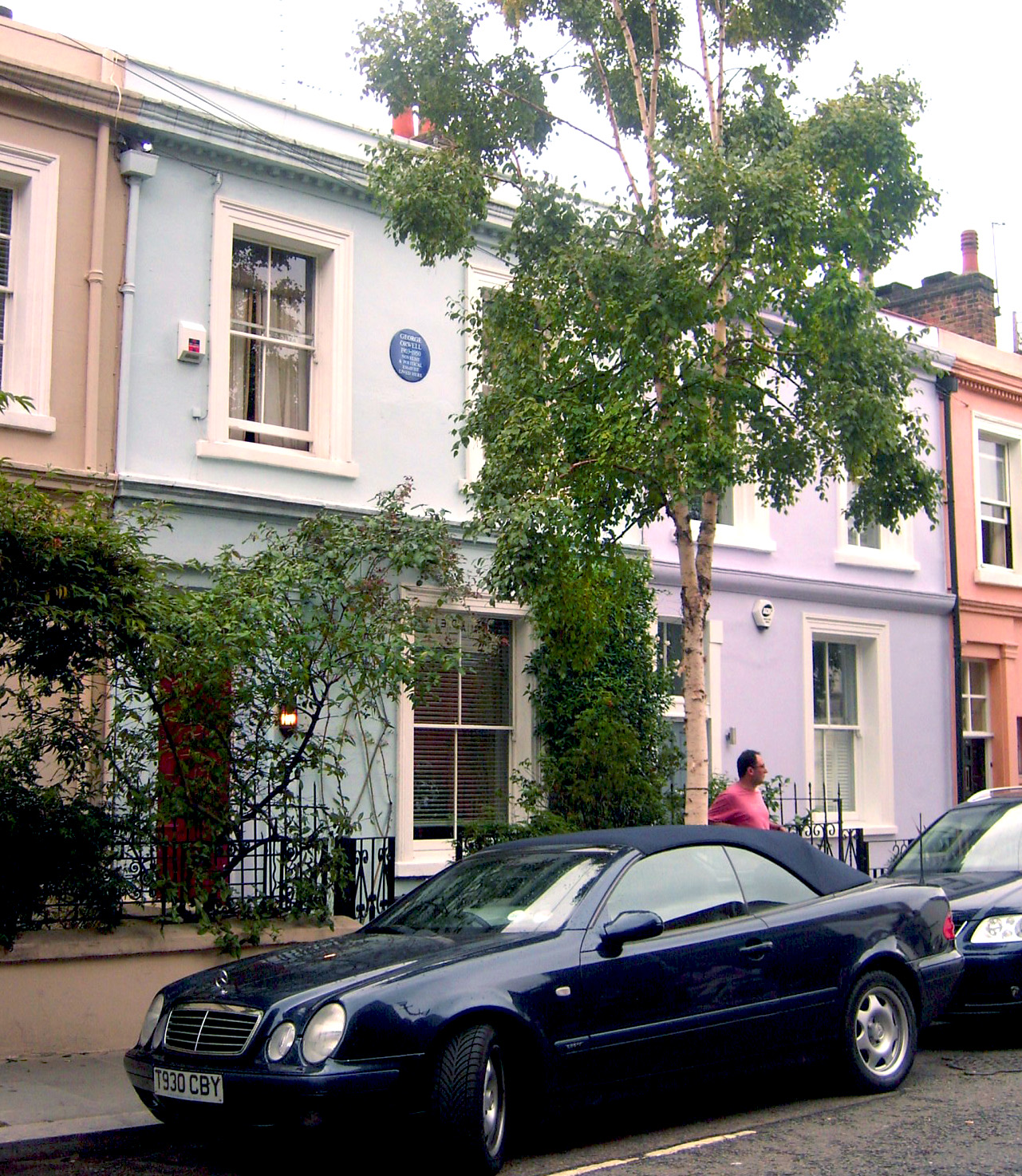
Дом на Портобелло-роуд, в котором жил Оруэлл (фото 2010 года)

Оставив свой пост полицейского в Бирме, Оруэлл решил стать писателем и в конце 1927 года, когда ему было 24 года, переехал в Лондон. Там он жил в съёмной комнате на Портобелло-роуд (англ. Portobello Road), собирая материалы для своего первого эссе, а также для второй половины «Фунтов лиха». Весной 1928 года он переехал в Париж и поселился по адресу 6 Rue du Pot de Fer в Латинском квартале. Там он работал над своими романами и опубликовал несколько статей в авангардных журналах.

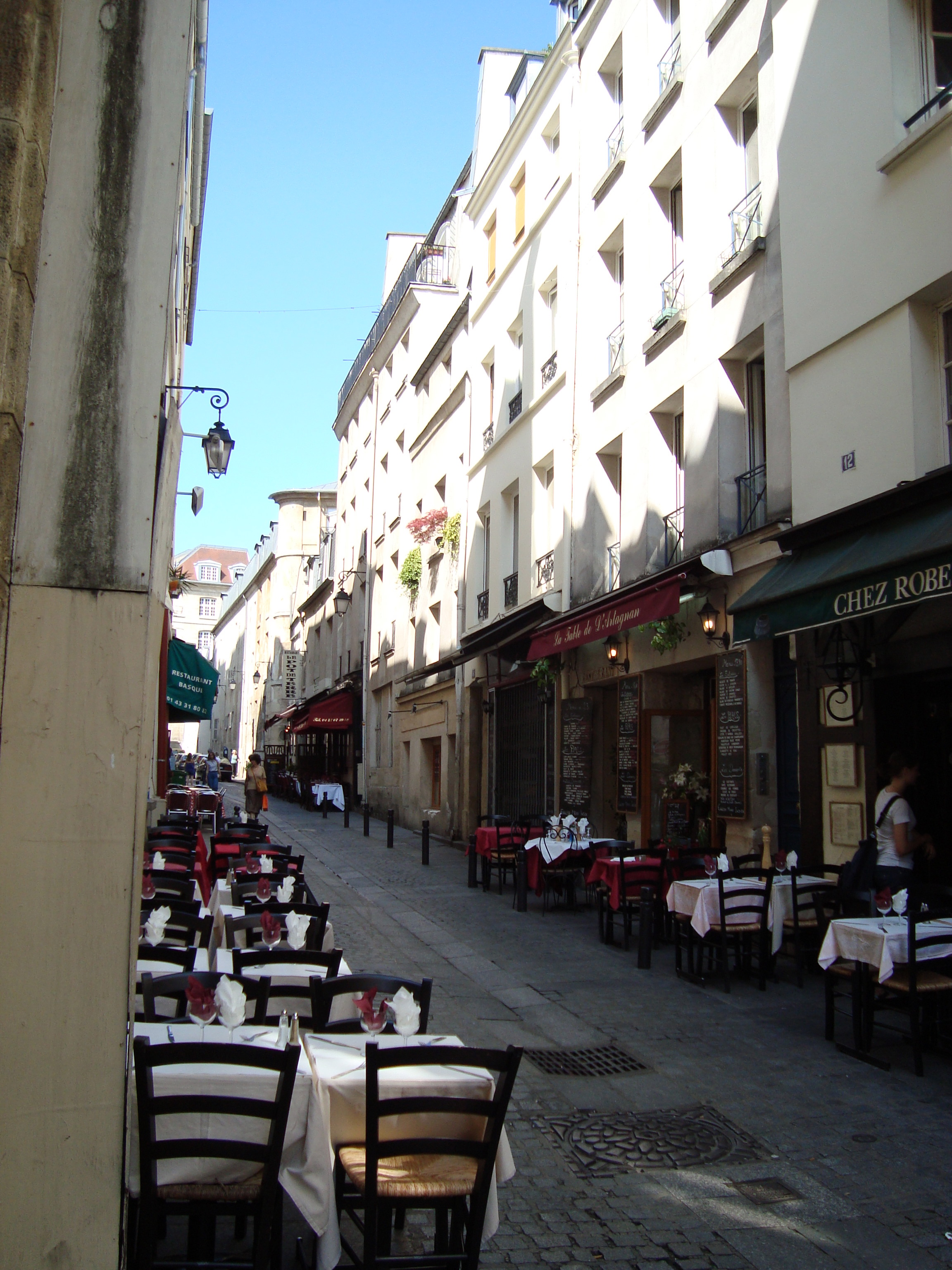
Rue du Pot de Fer — улица в Париже, на которой жил Оруэлл (фото 2009 года)

В марте 1929 года Оруэлл серьезно заболел и вскоре после этого у него украли деньги из ночлежки. После этого то ли по необходимости, то ли для сбора материала, а возможно, и по обеим причинам он подрабатывал посудомойщиком в ресторанах. В августе 1929 года он отправил своё эссе в лондонский журнал «Адельфи» (с 1927 — «New Adelphi»), оно было принято к печати, но опубликовано лишь в апреле 1931 года. 
В декабре 1929 года Оруэлл уехал из Парижа и вернулся в Англию, отправившись прямо домой, в дом своих родителей в Суффолке. Позже он работал в Англии частным репетитором для ребенка-инвалида, а также предпринял дальнейшие смены видов деятельности, кульминацией которых стала работа на хмельных плантациях Кента в августе и сентябре 1931 года.

## История публикации
Первая версия повести имела название «Дневник посудомойщика» (англ. Scullion's Diary) и содержала только парижский материал, она была окончена в октябре 1930 г. Летом 1931 г. Оруэлл предложил её издательству «Jonathan Cape», но получил отказ. Год спустя он предложил расширенный текст, содержащий лондонские главы, издательству «Faber and Faber», где директор Томас Элиот также отказался её печатать. Затем через знакомых и литературного агента повесть попала в издательство Виктора Голланца, который после небольшой переработки принял её к печати. Голланц также захотел изменить название повести. Обсуждая с Оруэллом разные варианты, среди которых были «Во славу нищеты», «Леди нищета» и др., они и пришли к окончательному названию.
Автор не захотел печатать повесть под собственным именем. Перебирая различные варианты, среди которых были «X», «P.S. Burton», «Kenneth Miles», «H. Lewis Allways», он выбрал «George Orwell»
. Повесть была напечатана издательством Голланца 9 января 1933 г. и получила много положительных оценки критиков (среди которых были Дэй-Льюис, Уильям Дэйвис, Комптон Маккензи, Джон Пристли). Через некоторое время повесть была напечатана американским издательством Harper & Brothers. Книга продавалась с довольно малым успехом до декабря 1940 г., когда издательство Penguin Books выпустило её тиражом 55 тысяч экземпляров по низкой цене.